# Liên đoàn Taekwon-Do quốc tế
Liên đoàn Taekwon-Do quốc tế (tiếng Anh: International Taekwon-Do Federation hay gọi tắt là ITF) là hệ một phái võ quyền do cựu thiếu tướng  Hàn Quốc Choi Hong Hi sáng lập ngày 22 tháng 3 năm 1966. Trong khi Liên đoàn Taekwondo thế giới (gọi tắt là WTF, thành lập năm 1973) coi môn Taekwondo như một dạng thể thao, ITF nêu cao tính võ nghệ của môn võ này. Trong những năm đầu, các nước sau đây là thành viên của ITF: Hàn Quốc, Việt Nam, Mã Lai, Singapore, Tây Đức, Hoa Kỳ, Thổ Nhĩ Kỳ, Ý và Ai Cập.

## Thành lập
Liên đoàn Taekwon-Do quốc tế do tổ sư Choi Hong Hi thành lập từ ngày 22 tháng 3 năm 1966 tại Hàn Quốc, đây cũng là tổ chức Taekwondo quốc tế đầu tiên. Đến năm 1972, do bất đồng với chính quyền của tướng Bak Jeonghui, lúc đó muốn đặt môn võ Taekwon-Do dưới quyền kiểm soát của Bộ Quốc phòng Hàn Quốc, nên ông Choi Hong Hui dời đại bản doanh ITF sang Toronto, Canada, và tiếp tục phát triển môn võ này ra thế giới. Năm 1985, sư tổ Choi Hong Hui lại chuyển đại bản doanh ITF sang Viên, Áo, cho tới nay. Năm 2000, ông Choi về sống tại Cộng hòa Dân chủ Nhân dân Triều Tiên và ông đã từng có ý định dời trụ sở ITF về Bình Nhưỡng. Tuy nhiên, khi nhận ra những ý định áp đặt về chính trị cho môn võ của mình, Choi đã tìm cách trì hoãn xem xét đến dự định này cho đến khi qua đời. Trong suốt thời gian kể từ khi thành lập đến năm 2002, ITF được điều hành duy nhất với quyền Chủ tịch của ông.

## Phân liệt
Ngay từ trước khi Tổ sư Choi mất, do tình trạng sức khỏe của ông, tại Đại hội ITF được tổ chức tại Rimini, Ý năm 2001, võ sư Choi Jeung Hwa, con trai của tổ sư Choi, khi đó mang 8 đẳng, đã được bầu làm quyền chủ tịch để thay thế trong 2 năm còn lại của nhiệm kỳ của cha mình. Ngay khi nhậm chức, Choi Jeung Hwa đã cảnh báo các thành viên của ITF về ý định kiểm soát và áp đặt chính trị của chính quyền Bắc Triều Tiên lên tổ chức ITF, nhất là sau khi Tổ sư qua đời. Đây là điều mà cha ông đã hết sức tránh khi tình trạng tương tự từng diễn ra ở Nam Triều Tiên. Nhằm thực hiện ý nguyện của cha mình, với dự đoán sẽ xảy ra các chia rẽ và để bảo tồn di sản chung của Tổ sư, Choi Jeung Hwa đã cho dời trụ sở của ITF về Canada. Tuy nhiên, điều này vấp phải sự phản ứng của các võ sư tại Triều Tiên và cả châu Âu khi cho rằng Choi Jeung Hwa đã lạm quyền của cha mình trước khi Tổ sư qua đời
Sau khi Tổ sư qua đời, ngày 22 tháng 9 năm 2002, các võ sư Triều Tiên hội đại hội bất thường và đã bầu võ sư Chang Ung, một thành viên của Ủy ban Olympic Quốc tế (IOC) của Cộng hòa Dân chủ Nhân dân Triều Tiên, làm Chủ tịch liên đoàn. Đồng thời họ cũng ra cáo buộc các thành viên ITF tại Áo đã có những gian lận tài chính để phủ quyết trụ sở ITF tại đây để thành lập trụ sở mới tại Bình Nhưỡng. Không công nhận quyền lãnh đạo này, nhóm các võ sư môn đệ của Tổ sư tại châu Âu đã trao quyền chủ tịch lại cho võ sư Russell McClellan. Ngày 13 tháng 6 năm 2003, trong Đại hội ITF lần thứ 14 được tổ chức tại Warsaw (Ba Lan), võ sư gốc Việt Trần Triệu Quân được bầu là Chủ tịch.
Cả ba nhóm ITF đều có những lập luận về tính kế thừa hợp pháp tổ chức ITF của tổ sư:
- Nhóm ITF Canada, thường được gọi tắt là ITF-C, tuyên bố tính kế thừa hợp pháp thông qua bầu cử tại Đại hội Rimini năm 2001, kỳ đại hội thống nhất cuối cùng trước khi Tổ sư qua đời. Tuy nhiên, kết quả cuộc bầu cử này về sau đã bị chính Tổ sư và Ủy ban ITF bác bỏ trong một phiên họp bất thường, được cho là đã tổ chức dưới sức ép của chính phủ Bình Nhưỡng.
- Nhóm ITF Triều Tiên, thường được gọi tắt là ITF-NK, tuyên bố tính kế thừa hợp pháp thông qua các cơ sở và dự định dời trụ sở chính của ITF về Bình Nhưỡng của Tổ sư lúc cuối đời, khẳng định quyền kiểm soát của họ với Tổng hành dinh ITF ở Áo.
- Nhóm ITF Áo, thường được gọi tắt là ITF-V, lại tuyên bố họ là tổ chức kế thừa hợp pháp cuối cùng khi kết quả bầu cử của Đại hội Rimini năm 2001 bị Tổ sư và Ủy ban ITF phủ quyết cũng như dự định dời trụ sở không được thực hiện.

Kết quả cuộc tranh chấp này, nhóm ITF-NK (Bắc Triều Tiên) cuối cùng đã kiểm soát được toàn bộ các cơ sở thuộc sở hữu của ITF cũ tại Vienna. Các thương quyền của ITF cũ tại Canada đã được giao lại cho nhóm ITF-C. Riêng nhóm ITF-V phải đăng ký bản quyền nhận diện tại EU. Bên cạnh sự chia rẽ đó, tổ chức Liên đoàn Chang-Hon Quốc tế (International Chang-Hon Federation) của một số võ sư tham gia sáng lập ITF, được thành lập. Tuy không có những yêu cầu kế thừa theo pháp lý, họ vẫn tự xưng là môn đệ kế thừa chính thống tinh thần môn phái do Tổ sư xây dựng lên. Một tổ chức khác là Liên đoàn ITF Hợp nhất (Unified-ITF), do võ sư Hwang Kwang Sung và Rhee Ki Ha, cũng tuyên bố kế thừa tinh thần thống nhất của Tổ sư, qua đó không đỏi hỏi quyền thừa kế pháp lý, mang tính trung lập và kêu gọi sự thống nhất trở lại của các hệ phái ITF.

## Hiện trạng
Nhánh ITF-C hiện có 6 tổ chức thành viên ở nước ngoài (thuộc 2 quốc gia là Ấn Độ và Ailen và một lãnh thổ là Hong Kong), trụ sở chính đóng tại Luân Đôn, Anh, với chủ tịch Choi Jung Hwa. Nhánh ITF-NK tuyên bố có 122 tổ chức thành viên, nhưng chỉ hoạt động chủ yếu ở Cộng hòa Dân chủ Nhân dân Triều Tiên, do võ sư Ri Yong Son làm Chủ tịch. Còn ở Hàn Quốc, với sự lấn át của WTF, nhóm các võ sư ITF ở Hàn Quốc chỉ còn mang tính chất biểu tượng cho hệ phái của Ngã Đạo quán (Oh Do Kwan). Riêng nhánh ITF-V thực tế là tổ chức ITF lớn mạnh nhất, có hệ thống tổ chức ở 6 khu vực châu lục và có hệ thống các giải đấu quy mô lớn nhất mang tính quốc tế. Hiện nay, nhóm ITF-V  có khoảng nửa triệu thành viên chính thức trong 90 tổng cuộc quốc gia thành viên .. Chủ tịch hiện nay là Đại sư Pablo Trajtenberg (người Argentina), đảm nhiệm chức vụ từ tháng 2 năm 2010, thay Đại sư Trần Triệu Quân đã qua đời trong trận Động đất tại Haiti 2010.
Cả ba nhóm có đại diện tại Hàn Quốc, với hàng triệu môn sinh tại hơn 140 quốc gia trên toàn thế giới. Chính quyền Hàn Quốc hiện tại cũng đã chấp nhận trở lại ITF như là một hệ phái Taekwondo quốc tế.
Ngoài ra còn có một số tổ chức khác cũng được thành lập tự xưng là kế thừa ITF của tổ sư Choi như Liên đoàn Taekwon-Do Toàn cầu (Universal Taekwon-Do Federation - UTF) của võ sư Nam Tae Hi, Liên đoàn Taekwon-Do Quốc tế Hợp nhất (Unified International Taekwon-Do Federation - "UITF) của võ sư Hwang Kwang Sung, hoặc Hiệp hội Taekwon-Do Quốc tế (International Taekwon-Do Association - ITA) của võ sư James S. Benko...
Bên cạnh các nỗ lực của nhóm UITF nhằm thống nhất các nhóm ITF, cùng với nỗ lực thống nhất 2 miền Triều Tiên, liên đoàn ITF-NK của võ sư Chang Ung cũng đã tổ chức những cuộc tiếp xúc với liên đoàn WTF do võ sư Un Yong Kim làm chủ tịch, để bàn về vấn đề thống nhất 2 tổ chức này. Các cuộc đàm phán gần đây đã được đẩy mạnh với sự tham gia trực tiếp của Chủ tịch IOC, với Chủ tịch ITF-NK và WTF tại Trụ sở chính của IOC.

## Hệ thống đẳng cấp
Trường phái Taekwon-Do ITF có 19 bậc tiến gọi là 19 đẳng (dan) và cấp (geup hay kŭp). Khởi đầu, lúc chưa lên đai đen, môn sinh mang cấp 10, sau mỗi 3 tháng, hoặc 6 tháng lại thi lên một cấp. Sau khi mang đai đen thì khoảng 2 năm lại thi lên đẳng một lần.
Cách tuyển chọn trong Taekwon-Do chủ yếu dựa vào các kỹ thuật và lý thuyết. Các bài trình diễn kỹ thuật gồm các cú đấm và cú đá, cũng có thể bao gồm cả thế tấn và phương pháp thở. Phần lý thuyết phải trình bày bằng lời các thuật ngữ trong tiếng Triều Tiên, các thông tin quan trọng (chẳng hạn các điểm sinh tử và các luật quan trọng) và một sự hiểu biết chung về taekwondo.
| Màu đai | Đẳng cấp  | Mô tả                                                 |
| ------- | --------- | ----------------------------------------------------- |
|         | cấp 10    |                                                       |
|         | cấp 9     |                                                       |
|         | cấp 8     |                                                       |
|         | cấp 7     |                                                       |
|         | cấp 6     |                                                       |
|         | cấp 5     |                                                       |
|         | cấp 4     |                                                       |
|         | cấp 3     |                                                       |
|         | cấp 2     |                                                       |
|         | cấp 1     |                                                       |
|         | nhất đẳng |                                                       |
|         | nhị đẳng  | Trợ lý Huấn luyện viên (có ít nhất 2 năm ở nhất đẳng) |
|         | tam đẳng  | Trợ lý Huấn luyện viên (có ít nhất 3 năm ở nhị đẳng)  |
|         | tứ đẳng   | Huấn luyện viên (có ít nhất 4 năm ở tam đẳng)         |
|         | ngũ đẳng  | Huấn luyện viên (có ít nhất 5 năm ở tứ đẳng)          |
|         | lục đẳng  | Huấn luyện viên (có ít nhất 6 năm ở ngũ đẳng)         |
|         | thất đẳng | Võ sư (có ít nhất 7 năm ở lục đẳng)                   |
|         | bát đẳng  | Võ sư (có ít nhất 8 năm ở thất đẳng)                  |
|         | cửu đẳng  | Đại sư                                                |

## Hệ thống bài quyền
Trường phái Chang Hon, ngoài hai bài sơ đẳng cho các môn sinh nhập môn có tên Sa-ju jireugi (Tứ trụ đấm), và Sa-ju makgi (Tứ trụ đỡ), trường phái này gồm 24 bài quyền (Hyong) từ sơ cấp đến cao cấp, với sự phong phú đặc biệt về kỹ thuật đòn thế ít nhiều đặc sắc hơn hệ phái WTF.
| Các bài quyền ITF |                           |                   | |
| Thứ tự            | Tên tiếng Triều Tiên      | Tên Hán Việt      | Đặc điểm |
| 1                 | Chon-ji hyong (천지형)    | Thiên địa quyền   | Theo quan niệm của Triết học phương Đông, thiên địa là gốc khởi thủy của con người và vũ trụ nên bài Chon-ji hyong được dành cho cấp mới nhập môn Taekwondo ITF. Bài bao gồm 19 động tác chia làm hai phần, phần trước chỉ trời (thiên), phần sau chỉ đất (địa), di chuyển trên đồ hình hình chữ thập (十) tượng trưng cho bốn phương. |
| 2                 | Tan-gun hyong (단군형)    | Đàn Quân quyền    | Mang tên vị thánh tổ lập quốc của Triều Tiên từ năm 2334 trước Công nguyên, ngài Dangun. Bài có 21 động tác di chuyển trên đồ hình hình chữ công (工) nhằm ghi nhớ công lao của ông. |
| 3                 | To-san hyong (도산형)     | Đảo Sơn quyền     | Dosan (Đảo Sơn) là biệt hiệu nhà ái quốc An Chang-ho (1876-1938), người đã hiến trọn đời làm cách mạng giáo dục và giành lại độc lập cho xứ sở. Bài gồm 24 động tác di chuyển trên đồ hình hình chữ công (工), có một vài động tác đi trên hướng chéo 45 độ tính từ điểm xuất phát. |
| 4                 | Won-hyo hyong (원효형)    | Nguyên Hiểu quyền | Bài quyền đặt ra tưởng nhớ tên tuổi vị cao tăng Wonhyo (Nguyên Hiểu) đã có công du nhập và truyền bá Phật giáo thời Tân La (686 TCN). Bài quyền có 28 động tác, di chuyển trên đồ hình chữ sĩ (士). |
| 5                 | Yul-kok hyong (율곡형)    | Lật Cốc quyền     | Triết gia Yi I (Lý Nhị) (1536-1584) là nhân tài được tôn là Khổng phu tử Triều Tiên có hiệu là Yul Kok (Lật Cốc ). Bài quyền gồm 38 động tác nhằm chỉ vĩ tuyến 38 nơi ông sinh thành. Lược đồ hình chữ sĩ (士) biểu thị tầng lớp trí thức, đại ý nhằm nói lên cuộc đời và sự nghiệp của ông. |
| 6                 | Chung-gun hyong (중근형)  | Trọng Căn quyền   | Bài quyền mang tên nhà ái quốc An Jung-geun (An Trọng Căn), người đã ám sát vị toàn quyền Nhật Bản tên là Ito Hirobumi (Y Đằng Bác Văn). Bài gồm 32 động tác chỉ số tuổi của ông khi ông bị xử tử vào năm 1910 tại nhà tù. Đồ hình của bài hình chữ công (工) nhằm ghi nhớ công lao của ông. |
| 7                 | Toi-gye hyong (퇴계형)    | Thoái Khê quyền   | Yi Hwang (Lý Hoảng) sinh tại vĩ tuyến 37 thuộc Triều Tiên, là danh tài đã từng chủ trương thuyết tân Khổng học tại Triều Tiên vào thế kỷ 16, được người đời ca ngợi dưới bút hiệu Thoái Khê (Toegye). Bài quyền đặt ra tưởng niệm ông với đồ hình chữ sĩ (士) và 37 động tác chỉ vĩ tuyến 37 nơi ông sinh thành. |
| 8                 | Hwa-rang hyong (화랑형)   | Hoa Lang quyền    | Hoa lang (Hwarang) là tên gọi của tầng lớp quý tộc quân sự của vương quốc Tân La, những người đã góp phần giúp Tân La thống nhất bán đảo Triều Tiên. Toàn bài gồm 29 động tác di chuyển trên đồ hình hình chữ đinh (丁). |
| 9                 | Chung-mu hyong (충무형)   | Trung Vũ quyền    | Trung Vũ là miếu hiệu của một thủy sư đô đốc lừng danh Yi Sun-sin (Lý Thuấn Thuần). Bài quyền gồm 30 động tác di chuyển trên đồ hình hình chữ công (工), kết thúc bằng cú đấm tay trái tượng trưng cho sự lìa đời quá sớm của một nhân tài. |
| 10                | Kwang-gae hyong (광개형)  | Quảng Khai quyền  | Là tên vua Quảng Khai Thổ Thái Vương bách chiến bách thắng của Cao Câu Ly đã thu hồi được các miền lãnh thổ bị mất bao gồm phần lớn miền Mãn Châu. Biểu đồ hình chữ thổ (土) biểu thị sự phục hưng và mở mang lãnh thổ. 39 năm trị vì của vua tượng trưng bằng 39 động tác trong bài quyền. Đây cũng là bài quyền được coi là khởi đầu của các bài quyền hệ cao đẳng (huyền đai)                                                                                            |
| 11                | Po-un hyong (포은형)      | Phố Ẩn quyền      | Poeun (Phố Ấn) là bút hiệu của vị trung thần Jeong Mongju (Trịnh Mộng Chu) (mất năm 1400), một nhà thơ nổi tiếng mà những câu thơ sau được dân Triều Tiên thuộc lòng: "Tôi quyết không làm tôi cho vị vua thứ hai nào dù phải chịu khổ hình một trăm lần". Ông cũng là người tiên phong trong lĩnh vực vật lý học. Bài quyền gồm 36 động tác, di chuyển trên đồ hình hình chữ nhất (一) tượng trưng cho sự chính trực, trung thành tuyệt đối đối với vua và nước của Poeun. |
| 12                | Kae-baek hyong (계백형)   | Giai Bá quyền     | Gyebaek (Giai Bá) (mất năm 660) là tên vị tướng dưới triều đại Bách Tế. Bài gồm 44 động tác, di chuyển trên biểu đồ chữ thập (十) với các đường chéo biểu thị những chiến công hiển hách trong các cuộc nam chinh bắc phạt của tướng quân, và nhấn mạnh những chiêu thức trên đường sổ thẳng dài hơn ở giữa tượng trưng cho kỷ luật sắt của quân đội. |
| 13                | Yu-sin hyong (유신형)     | Dữu Tín quyền     | Đại tướng Kim Yushin (Kim Dữu Tín) của vương quốc Tân La là người có công lớn trong việc thống nhất lãnh thổ Triều Tiên thời Tam Quốc (Triều Tiên). Bài quyền có 68 động tác biểu hiện năm 668 là năm thống nhất lãnh thổ. Đồ hình hình chữ công (工) nhấn mạnh công lao hãn mã của đại tướng. |
| 14                | Chung-jang hyong (충장형) | Trung Tráng quyền | Trung Tráng là tên của đại tướng Kim Duk Ryang dưới thời nhà Triều Tiên cách đây khoảng 400 năm. Bài quyền có 52 động tác di chuyển trên đồ hình chữ T ngược 丄, chấm dứt với bàn tay trái tấn công biểu thị cái chết của ông trong tù. |
| 15                | Ul-chi hyong (乙支형)     | Ất Chi quyền      | Eulji Mundeok (Ất Chi Văn Đức) là tên của đại tướng ở triều đại Cao Câu Ly vào thế kỷ 7. Bài quyền có 42 động tác, di chuyển trên biểu đồ chữ Z là ký hiệu dòng họ của ông |
| 16                | Sam-il hyong (삼일형)     | Tam nhất quyền    | Có nghĩa là ngày 1 tháng 3, đó là ngày lịch sử của phong trào phát động giành độc lập năm 1919 tại Triều Tiên. Bài quyền có 33 động tác tiêu biểu cho 33 nhà ái quốc đã thảo kế hoạch cho phong trào giành độc lập. Đồ hình của bài hình chữ thập (十) với nét sổ dài hơn, biểu thị sự đoàn kết cùng hướng về một mục đích cao cả. |
| 17                | Juche hyong (주체형)      | Tự chủ quyền      | Bài quyền mang ý nghĩa triết học cho rằng con người có thể kiểm soát được số phận chính mình. Bài quyền có 45 động tác với đồ hình chữ đinh (丁), tượng trưng hình ảnh núi Baekdu, là ngọn núi cao nhất Triều Tiên, biểu tượng của tinh thần dân tộc Triều Tiên. |
| 18                | Choi-yong hyong (최영형)  | Thôi Vinh quyền   | Bài quyền mang tên của Đại tướng Choi Yeong (Thôi Vinh), tổng tư lệnh quân đội cuối triều đại Cao Ly thế kỷ thứ 14, mặc về sau dù bị thuộc cấp là tướng Lý Thành Quế (sau này trở thành Triều Tiên Thái Tổ) lật đổ, ông vẫn được quần chúng kính trọng vì sự trung thành và lòng ái quốc. Bài quyền có 45 động tác di chuyển trên đồ hình hình chữ thập (十) tượng trưng cho chí nam nhi tung hoành.                                                                        |
| 19                | Se-jong hyong (세종형)    | Thế Tông quyền    | Thế Tông chính là tên hiệu của Triều Tiên Thế Tông, vị vua kiệt xuất đã phát minh ra hệ thống chữ cái biểu âm tiếng Triều Tiên vào năm 1443. Biểu đồ chữ Vương (王) tượng trưng cho vương quyền và 24 động tác tương ứng với số lượng chữ cái trong bảng chữ cái tiếng Triều Tiên. |
| 20                | Yeon Gae hyong (연개형)   | Uyên Cái quyền    | Bài quyền lấy theo tên của vị tể tướng kiêm đại tướng tài nghệ văn võ song toàn là Yeon Gaesomun (Uyên Cái Tô Văn) ở vào cuối triều đại Cao Câu Ly. Ông rất được triều đình trọng dụng và nắm trọn quyền hành về cả quân sự lẫn hành chính. Bài quyền có 49 động tác, biểu trưng cho công tích hiển hách của ông trong cuộc chiến phòng thủ tại thành An Thị trước đợt xâm lăng quân nhà Đường từ Trung Hoa.                                                                |
| 21                | Mun Mu hyong (문무형)     | Văn Vũ quyền      | Bài quyền gồm có 61 động tác, kỷ niệm năm 661 là năm lên ngôi của vị vua thứ 30 triều đại Tân La, tức Văn Vũ Vương, người đã hoàn thành sự nghiệp thống nhất đất nước Tân La, Cao Câu Ly và Bách Tế. |
| 22                | Eui Am hyong (의암형)     | Nghĩa Am quyền    | Bài quyền gồm 45 động tác, được đặt theo thụy hiệu của nhà cách mạng người Triều Tiên Son Byeong-hui, người lãnh đạo phong trào "Ngày 1 Tháng 3" đòi độc lập cho đất nước Triều Tiên dưới sự thống trị của Nhật Bản. |
| 23                | Seo-san hyong (서산형)    | Tây Sơn quyền     | Bài quyền lấy theo pháp hiệu của vị cao tăng Seosan Daesa (Tây Sơn Đại sư), người đã cùng các đệ tử của mình tập họp thành những đội quân để chống lại các cuộc tấn công thủy chiến của Nhật Bản vào năm 1592. Bài quyền có 72 động tác để kỷ niệm vị cao tăng viên tịch lúc 72 tuổi. Đây cũng là bài quyền có nhiều động tác nhất của hệ phái Chung Hon. |
| 24                | Tong-il hyong (원효형)    | Thống nhất quyền  | Bài quyền gồm 56 động tác trên biểu đồ là một nét sổ thẳng đứng (l) tượng trưng cho sự hợp nhất của một dân tộc (đồng chủng) cũng biểu thị cho sự phát triển kỹ pháp đến mức toàn diện của người tập Taekwondo. Đây là bài quyền cuối cùng của trường phái Chang Heong do tổ sư Choi Hong Hui sáng lập. |

Ngoài ra, trong các võ đường của hệ phái Chung Hon còn có 3 bài quyền không chính thức dùng để tập luyện.
| Các bài quyền không chính thức |                        |                | |
| Thứ tự                         | Tên tiếng Triều Tiên   | Tên tiếng Việt | Đặc điểm |
| 1                              | Chul-Gi hyong (철기형) | Thiết kỵ quyền | Bài quyền có nguồn gốc từ bài quyền Tekki của hệ phái Shotokan Karate hoặc bài Naihanchi trong hệ phái Karate ở Okinawa. Bài quyền có 25 động tác, nhấn mạnh về cách thức tập luyện bộ tấn pháp. Thông thường đây là bài quyền tập thêm khi tập luyện đến bài Hwa-Rang và Choong-Moo) |
| 2                              | Bassai hyong (발색형)  | Phi tái quyền  | Bài quyền còn có tên gọi là Balsek, hay Patsai, và cũng có nguồn gốc từ kỹ thuật Karate Nhật Bản. Bài quyền nhấn mạnh vào kỹ thuật di chuyển linh động và tấn công hiểm và nhanh như những động tác của rắn. Bài quyền này thường dùng để tập thêm khi tập luyện đến bài Choong-Moo và Kwang-Gae. |
| 3                              | Ko-dang hyong (고당형) | Cổ Đường quyền | Bài quyền này ban đầu nằm trong hệ thống tập luyện chính thức của hệ phái Chung Hon, được đặt theo bút hiệu Kodang (Cổ Đường) của nhà ái quốc Cho Man-sik, người đã cống hiến đời mình cho phong trào giành độc lập và nền giáo dục Triều Tiên. Bài quyền di chuyển trên đồ hình hình chữ đinh (丁) với 39 động tác, ghi nhớ vĩ tuyến nơi ông sinh thành. Tuy nhiên, năm 1980, khi lưu diễn đến CHDCND Triều Tiên, tổ sư Choi Hong Hi đã thay bài này bằng bài Juche hyong (Tự chủ quyền), để không làm xúc phạm đến những người Cộng sản Triều Tiên, vì Cho Man Sik là một người chống Cộng. Tuy nhiên, bài quyền này vẫn còn nằm trong hệ thống bài quyền cho các môn sinh ở đẳng cấp nhị đẳng huyền đai luyện tập. |

## Tư tưởng triết lý của ITF
Những hành động bột phát và hung hãn trong xã hội hiện nay đã dẫn tới sự tổn hại về những giá trị đạo đức cơ bản trong mỗi con người. Những nhà phân tích cho rằng nhiều người đã bị đánh giá oan sai và phải tự mình tìm kiếm lấy giá trị của bản thân trong một xã hội mà chiến tranh, tội ác và đồi bại ngập tràn. Tổ sư Choi Hong Hui tin rằng thông qua triết lý của taekwondo, con người có thể xây dựng nên một thế giới yên bình hơn. Trong thời kỳ mà sự đồi bại lan tràn như hiện nay thì một người rất khó có thể tự mình tìm kiếm lấy cách sống cho bản thân, tự mình phân biệt thị phi hay thậm chí tự mình chống lại những cám dỗ của xã hội.
Triết lý của Taekwondon được cô đọng trong năm lời thề và năm quy tắc.

### Năm lời thề của Taekwon-Do
Phải tuân theo các quy tắc của Taekwon-Do.
Tất cả các võ sinh phải ghi nhớ và tuân thủ các quy tắc của Taekwon-Do.
Phải kính trọng các sư phụ và các bậc đàn anh của mình.
Các võ sinh phải kính trọng các thầy cô và các bậc đàn anh đàn chị của mình (căn cứ theo tuổi tác và đẳng cấp). Ngược lại, một võ sư taekwondo cũng phải cư xử đúng mực trước các võ sinh và trước những người khác để xứng đáng với sự kính trọng đó và vì vậy, Taekwondo mới không bị sử dụng vào mục đích xấu.
Không được dùng Taekwondo cho mục đích xấu.
Người võ sinh Taekwondo không bao giờ được dùng võ công của mình để làm tổn thương người khác vì động cơ cá nhân hay bất kỳ mục đích không chính đáng nào khác. (Điều này đặc biệt quan trọng trong tất cả các môn võ thuật, lý do là vì một người có võ có thể dễ dàng giết chết một người không biết võ trong một cuộc đấu tay đôi.)
Phải luôn bênh vực cho tự do và công lý.
Điều này có thể được áp dụng trong nhiều lĩnh vực, mặc dù nhiều người có thể lầm tưởng rằng người võ sinh bắt buộc phải làm một việc gì đó thật vĩ đại. Thực chất, người võ sinh có thể làm tròn lời thể này chỉ bằng những việc làm rất nhỏ nhặt hàng ngày. Ví dụ, nếu chúng ta có thể có lối suy nghĩ thông thoáng hơn để có thể hiểu và thông cảm cho quan niệm và cách sống của người khác thay vì xét đoán một cách vội vã, mọi người thế giới này có thể trở nên thông hiểu nhau và chấp nhận nhau nhiều hơn. Điều này sẽ mang lại sự tự do mà mọi người hằng mong muốn. Khi người võ sinh tin tưởng vào điều này thì họ cỏ thể đem lại công lý cho xã hội và trở thành một chiến sĩ bảo vệ công lý. Như mọi người thường thấy, những cuộc xung đột và bất hòa thường đến từ việc hiểu sai lệch về thông tin. Vì vậy mỗi người cần phải tìm hiểu thấu đáo mọi chuyện trước khi đánh giá.
Phải phấn đấu xây dựng một thế giới hòa bình hơn.
Người võ sinh có thể dễ dàng đạt được mục đích này thông qua việc sửa đổi thói cư xử của mình theo hướng ôn hòa hơn. Nếu ai cũng làm như vật thì thế giới này sẽ trở thành một nơi an bình hơn. Như mọi người thường thấy, những cuộc xung đột và bất hòa thường đến từ việc hiểu sai lệch về thông tin. Vì vậy mỗi người cần phải tìm hiểu thấu đáo mọi chuyện trước khi đánh giá. Tuy nhiên, điều này không có nghĩa là người võ sinh không được phép dùng vũ lực để bảo vệ bản thân trước những sự đe dọa và mối nguy hiểm xảy đến với mình vì những điều như vậy đi ngược lại với mục đích và tôn chỉ của taekwondo, một môn võ thuật dùng để tự vệ. Tất nhiên người võ sinh không được phép ỷ vào võ thuật của mình để gây hấn với người khác vì đây là điều trái ngược với lời thề.

### Những quy tắc của Taekwon-Do
Có năm quy tắc trong Taekwon-Do.
Lễ nghĩa (禮義, 예의, Ye Ui)
Những người học võ phải bày tỏ sự lễ phép và kính trọng trước tất cả mọi người; thể hiện cách cư xử và thái độ đúng mực trong mọi trường hợp, kể cả khi họ ở bên ngoài võ đường (đồ chương, 圖章, 도장, tochang) (designated training area).
Liêm sỉ (廉恥, 염치, Yeom Chi)
Nghĩa của sự liêm sỉ ở đây rộng hơn nghĩa thông thường trong từ điển. Người học võ taekwondo không chỉ biết phân biệt thị phi mà còn phải biết xấu hổ và hối hận khi mình mắc lỗi, đồng thời phải có can đảm để bảo vệ cái đúng cho đến cùng.
Nhẫn nại (忍耐, 인내, In Nae)
Người học võ phải nhẫn nại và nhẫn nại cho đến khi đạt được thành quả tương xứng với những gì mình bỏ ra.
Tự kiềm chế (Geuk Gi, 극기, 克己, Khắc kỉ)
Người võ sinh phải biết tự kiềm chế trong suy nghĩ và cả trong hành động.
Tinh thần bất khuất (Baekjeol Bulgul, 백절불굴, 百折不屈, Bách chiết bất khuất)
Người học võ phải kiên định và không ngã lòng, luôn vững tin vào lý tưởng của mình dù gặp phải bao nhiêu khó khăn, cản trở và phải làm hết sức mình trong mọi công việc.